# Micosi
Il termine micosi indica la condizione in cui dei funghi patogeni superano la resistenza delle barriere del corpo umano, degli animali o delle piante provocando infezioni. La parola deriva dal greco μύκης mýkes, ovvero «fungo».

## Classificazione
Le micosi sono classificate secondo il livello dei tessuti organici inizialmente colpiti:
1. micosi superficiali - limitate allo strato superficiale della pelle e dei capelli.
2. micosi cutanee - estese all'interno dell'epidermide, come pure affezioni invasive ai capelli e alle unghie. A differenza delle micosi superficiali, può esser evocata la risposta immunitaria, con cambiamenti patologici negli strati profondi della cute. Gli organismi che causano queste malattie sono chiamati dermatofiti. Le patologie derivanti sono chiamate spesso tricofizie o tigna. Le micosi cutanee sono causate dai funghi Microsporum, Tricophyton, ed Epidermophyton, i quali comprendono 41 specie.[2]
3. micosi sottocutanee - colpiscono il derma, tessuto sottocutaneo (o definito anche ipoderma), muscoli e fascia. Queste infezioni sono croniche e possono avere inizio da tagli della pelle, che permettono ai funghi di penetrare. Sono micosi difficili da curare e possono richiedere interventi chirurgici. Le forme si chiamano cromomicosi, entomoftoromicosi, feoifomicosi, lobomicosi e sporotricosi.
4. micosi sistemiche dovute a patogeni primari - originate primariamente nei polmoni e possono diffondersi a molti organi. Gli organismi che causano le micosi sistemiche sono tipicamente virulenti.[3]
5. micosi sistemiche dovute a patogeni opportunistici - sono infezioni di pazienti con deficienze immunitarie che altrimenti non sarebbero colpite. Esempi d'immuno-deficienza comprendono AIDS, l'alterazione (disbiosi) del microbiota umano a causa di antibiotici, terapia immunosoppressiva e cancro metastatizzato. Esempi di micosi opportunistiche includono la candidosi, criptococcosi e aspergillosi.

Candidiasi orale
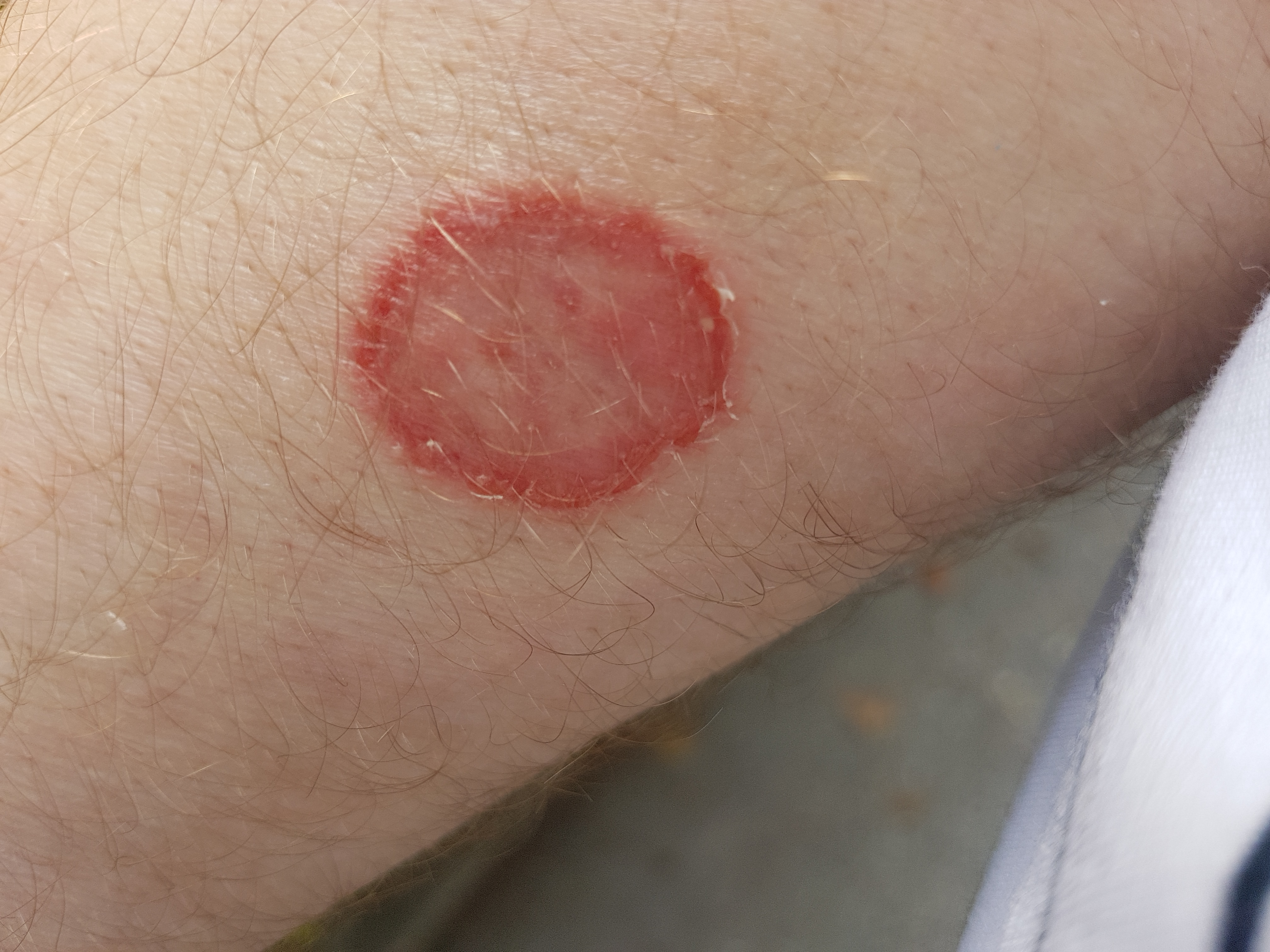
Tinea corporis
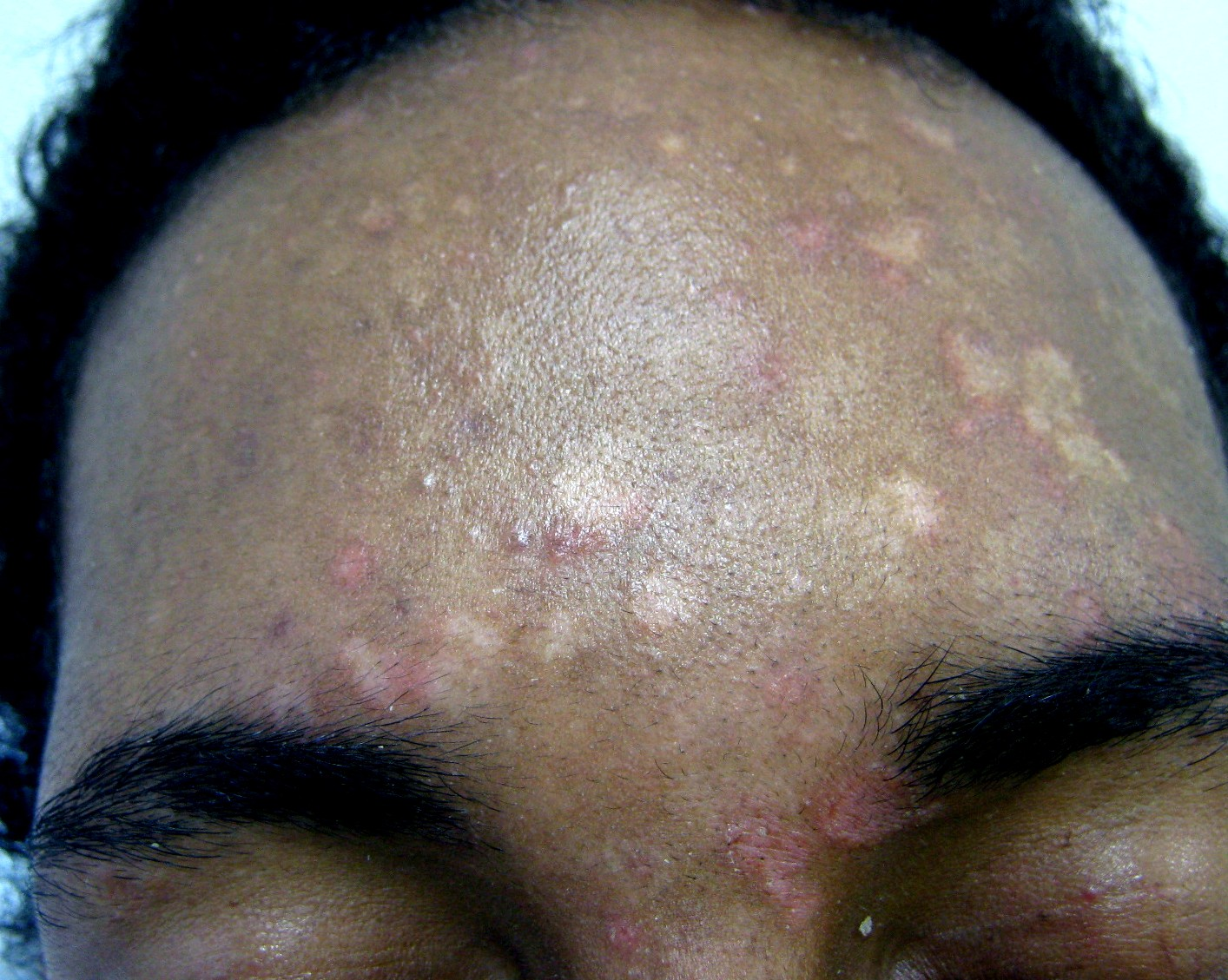
Pitiriasi versicolor

## Trattamento
I farmaci antimicotici sono usati per curare le micosi. Secondo la natura dell'infezione, un agente topico o sistemico può venire impiegato.
La fotochemioterapia o fotoferesi è una tecnica utilizzata nei maggiori centri medici per la cura delle micosi da funghi. Nei casi più estremi di micosi alle unghie, il medico potrebbe decidere di asportare l'unghia malata.

## Prevenzione
Mantenere la pelle pulita e asciutta, come anche una buona igiene, aiuta a prevenire le micosi superficiali; siccome le infezioni micotiche sono contagiose, è importante lavarsi bene le mani dopo aver toccato altre persone o animali infettati. Il vestiario sportivo dovrebbe essere lavato bene dopo l'uso. L'indossare ciabatte andando in piscina o nelle docce pubbliche previene le infezioni.